# Heracleo

Mapa de la Antigua Macedonia con la ubicación de Heracleo, al sur de Pieria, junto a la costa del golfo Termaico.

Heracleo (en griego, Ἡράκλειον) es el nombre de una antigua ciudad griega de Macedonia.
Es citada en el Periplo de Pseudo-Escílax como la primera ciudad macedonia que podía encontrarse tras atravesar el río Peneo, antes de llegar a Díon, Pidna y Metone.
Formó parte de la liga de Delos al menos entre los años 430 y 425 a. C.
En el año 169 a. C., durante la tercera guerra macedónica, los romanos enviaron un ejército de 2000 hombres bajo el mando de Popilio desde Fila a Heracleo y, tras un asedio por tierra y por mar, la tomaron gracias a un ataque realizado contra la parte más baja de las murallas de la ciudad utilizando un orden de batalla conocido como tortuga.